# 拉夫 (伊利諾伊州)
拉夫（英語：Love）是位於美國伊利諾伊州比羅縣的一個非建制地區。該地的面積和人口皆未知。

## 地理
拉夫的座標為41°34′09″N 89°48′21″W / 41.56917°N 89.80583°W，而該地的平均海拔高度為193米（即633英尺）。